# Arch
arch（アーク）は、分散型バージョン管理システムである。ただし、archと書いた場合には、特定のコマンドを指すものではなく、archのプロトコルに沿ったリポジトリ（アーカイブ）操作を行えるツールの総称として扱われている。設計および主な実装はTom Lordが行った。

## archの種類
現在使われている主なarchの実装としては、
- larch （シェルスクリプトによる実装）
- GNU arch(tla) larchをC言語で再実装したもの、現在の主流となっている

などがある。

## archの動作
archはCVSやSubversionと同様にバージョンを管理する場所（リポジトリ）を持ち、それをアーカイブと呼ぶが、CVSやSubversionと異なり、集中させる必要がない。必要であれば、他人のアーカイブを分岐させたローカルのアーカイブを作成し、開発に利用することができる。後になって、分岐したアーカイブでの成果を取り込む（マージ）必要があれば、それを行うための補助機能が用意されている。

## archでの主な操作
GNU arch（tlaコマンド）での操作例を以下にあげる。

### アーカイブの作成
```
$ tla make-archive foo@bar.net--2004 /home/foo/{archives}/2004
```

これにより、アーカイブfoo@bar.net--2004が作成され、データの実体が/home/foo/{archives}/2004に配置される。例はローカルファイルであるが、それ以外にWebDAVやSSH (SFTP)、FTP越しに置くことも可能となっている。

### アーカイブに置かれたデータの参照
```
$ tla categories -A foo@bar.net--2004
$ tla branches -A foo@bar.net--2004 libA
$ tla versions -A foo@bar.net--2004 libA--main
$ tla revisions -A foo@bar.net--2004 libA--main--X.Y.Z
```

データにはカテゴリ名、ブランチ名、バージョン名、リビジョン名の4つが通常要求されるため、それぞれを確認するためのコマンドが用意されている。

### アーカイブからデータを取得する
libA--mainブランチの最新版を取得
```
$ tla get -A foo@bar.net--2004 libA--main
```

libA--main--X.Y.Zの最新リビジョンを取得
```
$ tla get -A foo@bar.net--2004 libA--main--X.Y.Z
```

libA--main--X.Y.Z--patch-nリビジョンを取得
```
$ tla get -A foo@bar.net--2004 libA--main--X.Y.Z--patch-n
```

### 編集したアーカイブを登録する
ログを作成
```
$ tla make-log
```

登録
```
$ tla commit
```

### ローカルコピーを最新版に更新する
ローカルの修正を考慮して試みる
```
$ tla update
```

ローカルの修正を無視して更新
```
$ tla replay
```

### 変更記録 (ChangeLog) を作成
```
$ tla changelog
```